# Abundantia (Mythologie)

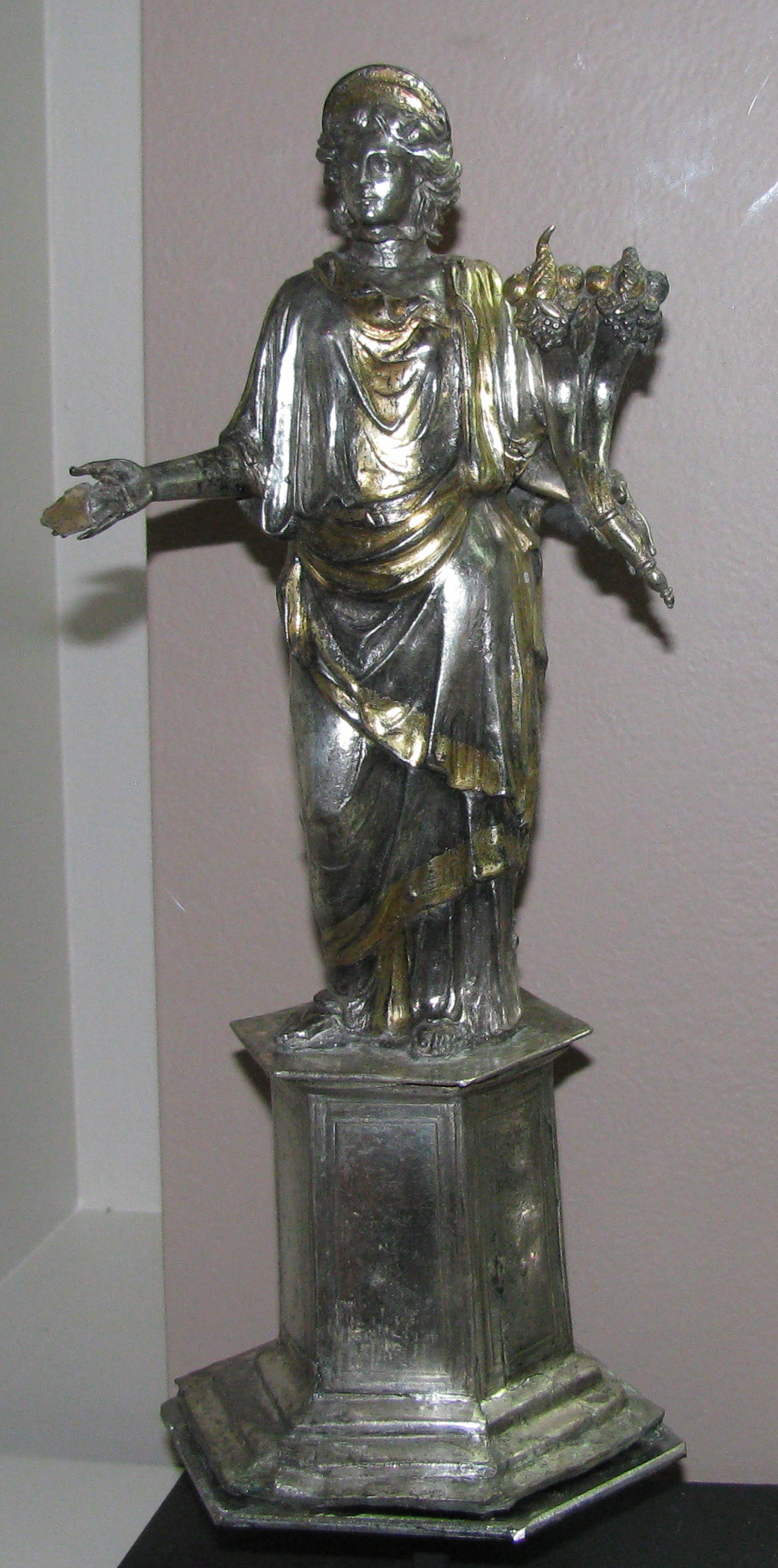
Silberstatue der Abundantia (Musée gallo-romain, Lyon)

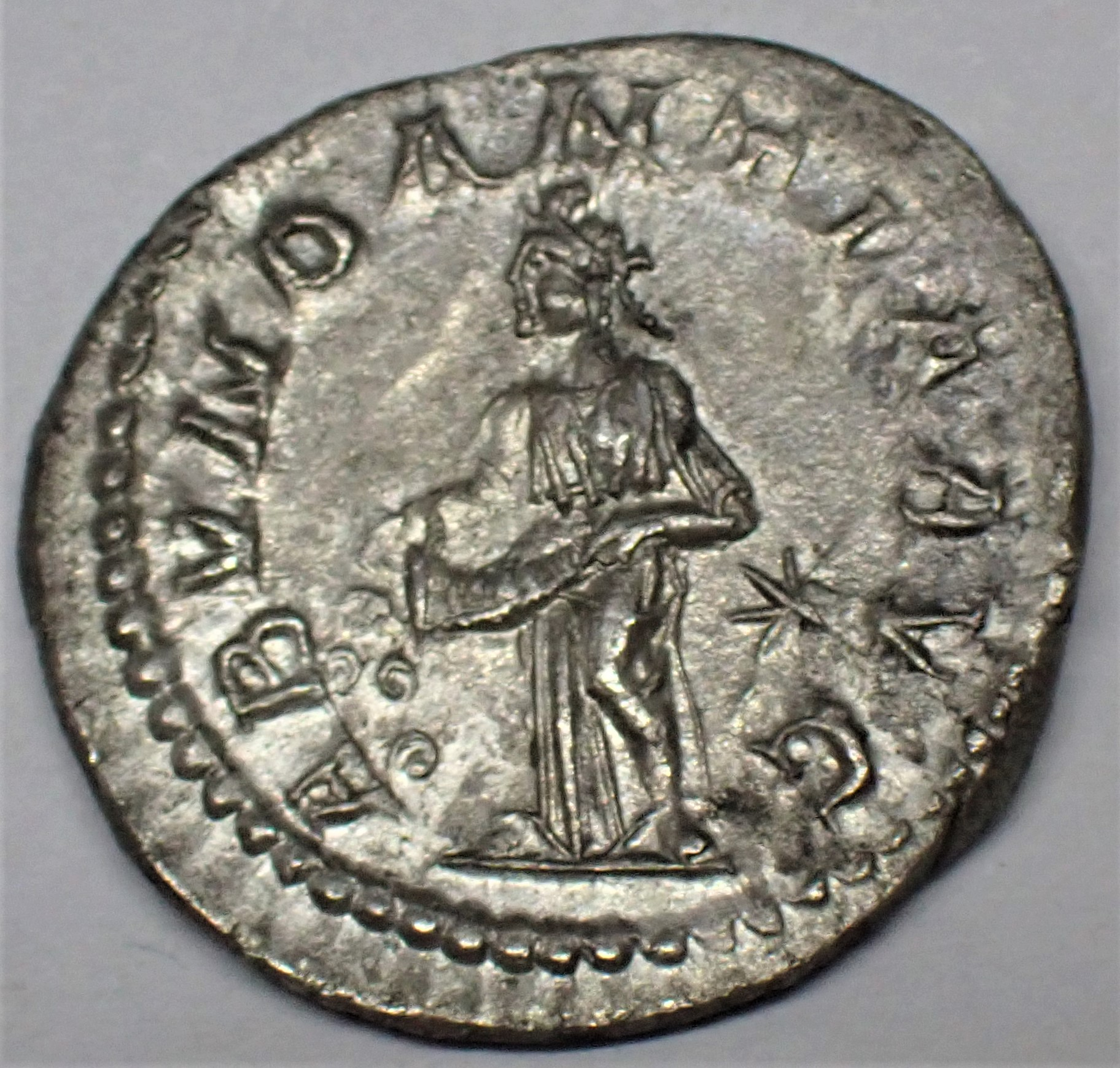
Denarrückseite von Elagabal, Umschrift ABVNDANTIA AVG

Abundantia war in der römischen Mythologie die Personifikation des Überflusses.
Ein Kult in Form von Tempeln oder Altären ist nicht bezeugt. Sie wird aber als Symbol des allgemeinen Wohlstandes, des Überflusses an Gütern und deren freier Verfügbarkeit auf Münzen der römischen Kaiserzeit häufig abgebildet. Dabei trägt sie meistens ein Füllhorn und sichtbare Gaben, die sie daraus schüttet. Seltener hält sie in der anderen Hand Ähren. In sehr wenigen späten Prägungen wird sie Münzen unter das Volk streuend gezeigt.
Als Domina Abundia (altfranzösisch Dame Habonde) erscheint sie als mittelalterliche Sagengestalt. Darin ist sie ein gütiges Wesen, das den Menschen Gedeihen und Überfluss bringt, wenn es mit seinem Gefolge (dominae nocturnae) von den Speisen und Getränken, die ihm nächtlicherweile offen hingestellt werden, ohne sie zu mindern, genießt.
Nach Abundantia wurde der Asteroid (151) Abundantia benannt.